# 立刻 擁抱我
「立刻 擁抱我」（即 抱きしめて）是日本的女子偶像組合℃-ute的第2张獨立製作单曲。2006年6月3日由zetima发售。

## 概要
- 「立刻 擁抱我」是℃-ute第2张獨立製作單曲。
- 此單曲有1個版本「CD ONLY」。

## 收錄内容

### CD
1. 立刻 擁抱我
（作詞・作曲：淳君　編曲：鈴木Daichi秀行）
2. 立刻 擁抱我(Instrumental)